# Aire-sur-l’Adour
Aire-sur-l’Adour ist eine französische Gemeinde mit 6.215 Einwohnern (Stand 1. Januar 2022) im Département Landes in der Region Nouvelle-Aquitaine (vor 2016: Aquitanien). Die Gemeinde gehört zum Arrondissement Mont-de-Marsan und zum Kanton Adour Armagnac.

## Geografie und Verkehr
Aire-sur-l’Adour liegt im Südwesten Frankreichs, 150 Kilometer südlich von Bordeaux, 50 Kilometer nördlich von Pau und 30 Kilometer südöstlich von Mont-de-Marsan am Fluss Adour. Es war der Hauptort der Region Tursan, einer historischen Provinz der Gascogne.

Der nächste internationale Flughafen ist der Aéroport de Pau-Pyrénées. Er wird von den Gesellschaften Air France, Air Arabia und Twinjet angeflogen. Regelmäßige Flugverbindungen gibt es nach London, Paris, Ajaccio (von Juli bis September), Lyon, Marrakesch und Marseille. Der Flughafen ist in südlicher Richtung über die D834 und die Autobahn A65 nach circa 45 Straßenkilometern zu erreichen.
Der nächste Bahnhof befindet sich in Mont-de-Marsan.
Busverbindungen gibt es nach Agen, Auch, Mont-de-Marsan, Pau und Tarbes.
An das französische Fernstraßennetz ist Aire-sur-l’Adour über die Autoroute A65 (Bordeaux - Pau) angebunden. Die nächstgelegene Auf- und Abfahrten tragen die Nummern 3 (Aire-sur-l'Adour Sud) und 4 (Aire-sur-l'Adour Nord).

## Geschichte
Der Ort ist möglicherweise seit vorgeschichtlicher Zeit besiedelt. Auf dem Hügel Le Mas im Süden der Stadt finden sich in der Krypta der Kirche Sainte-Quitterie die Überreste eines vorrömischen Nymphäums (Quellenheiligtum). In römischer Zeit hatte der Ort eine Stadtmauer, deren Reste noch zu besichtigen sind, und war unter dem Namen Atura einer der Hauptorte des aquitanischen Volkes der Tarusaten.
Die erste Erwähnung stammt aus dem Jahr 506. Zu dieser Zeit war Aire Teil des westgotischen Reiches und wurde durch die Veröffentlichung eines einheitlichen Rechtsbuchs (Lex Romana Visigothorum) bekannt.
Danach ist bis ins 10. Jahrhundert nichts weiter bekannt.
Vermutlich zur Zeit des gascognischen Grafen Guillaume Sanche entstand an der Stelle des alten Heiligtums ein benediktinisches Kloster. In ihm wurde die Heilige Quitterie als Märtyrerin verehrt. Der französischen Legende nach war sie eine katholische Prinzessin zur Zeit der arianischen Westgoten, die sich weigerte, ihr Bekenntnis zu wechseln und dafür in Aire geköpft wurde. Angeblich habe sie danach ihren Kopf in den eigenen Händen auf den Hügel getragen, wo ihre Kirche heute steht.
Seit dem 11. Jahrhundert befand sich die Kirche im Besitz der Abtei La Chaise-Dieu. 1228 wurden der Hügel und die Kirche mit dem Ort Aire am Flussufer vereinigt, und der dortige Bischof führte seit dieser Zeit den Titel d’Aire et de Sainte-Quitterie du Mas. Der Bischofssitz bestand bis zur Zeit der Französischen Revolution.
| Jahr      | 1968  | 1982  | 1990  | 1999  | 2006  | 2018  |
| --------- | ----- | ----- | ----- | ----- | ----- | ----- |
| Einwohner | 5.665 | 6.242 | 6.205 | 6.033 | 6.089 | 6.119 |

## Jakobsweg (Via Podiensis)
Im Mittelalter war Aire-sur-l’Adour eine wichtige Pilgerstation vor den Pyrenäen.
Heute bietet der Ort vier Pilgerherbergen (französisch: Gîte d’étape), Hotels und Privatzimmer (französisch: Chambre d’hôtes) sowie einen Campingplatz und eine Touristeninformation.
Der Weg verlässt den Flusslauf des Adour und führt durch eine fruchtbare Ebene, bevor diese von Hügelketten des Pyrenäen-Vorlandes abgelöst wird. Hier bestimmen Wiesen, kleine Wälder und die alten Dörfer auf den Hügeln das Bild. Der nächste größere Ort ist Miramont-Sensacq, bevor es über Pimbo nach Arzacq-Arraziguet geht. Die Straßenverbindung nach Pimbo führt über die Strecke D2, D111.

## Sehenswürdigkeiten

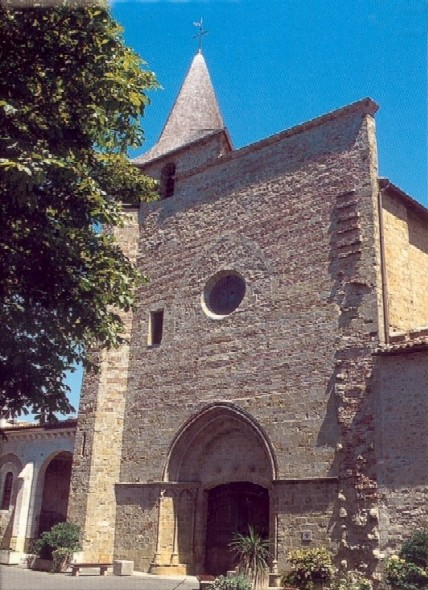
Kathedrale Saint-Jean-Baptiste

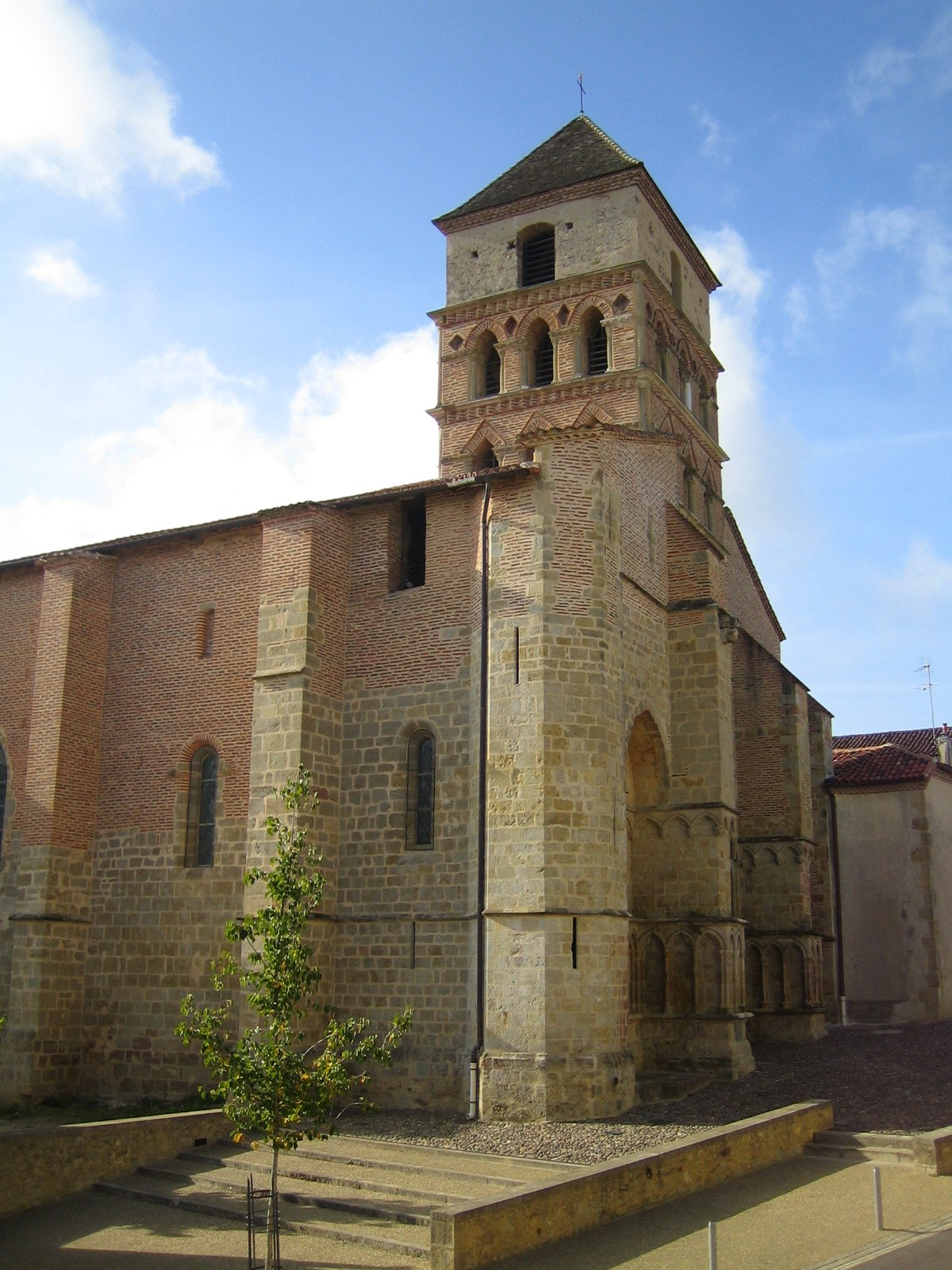
Kirche Sainte-Quitterie

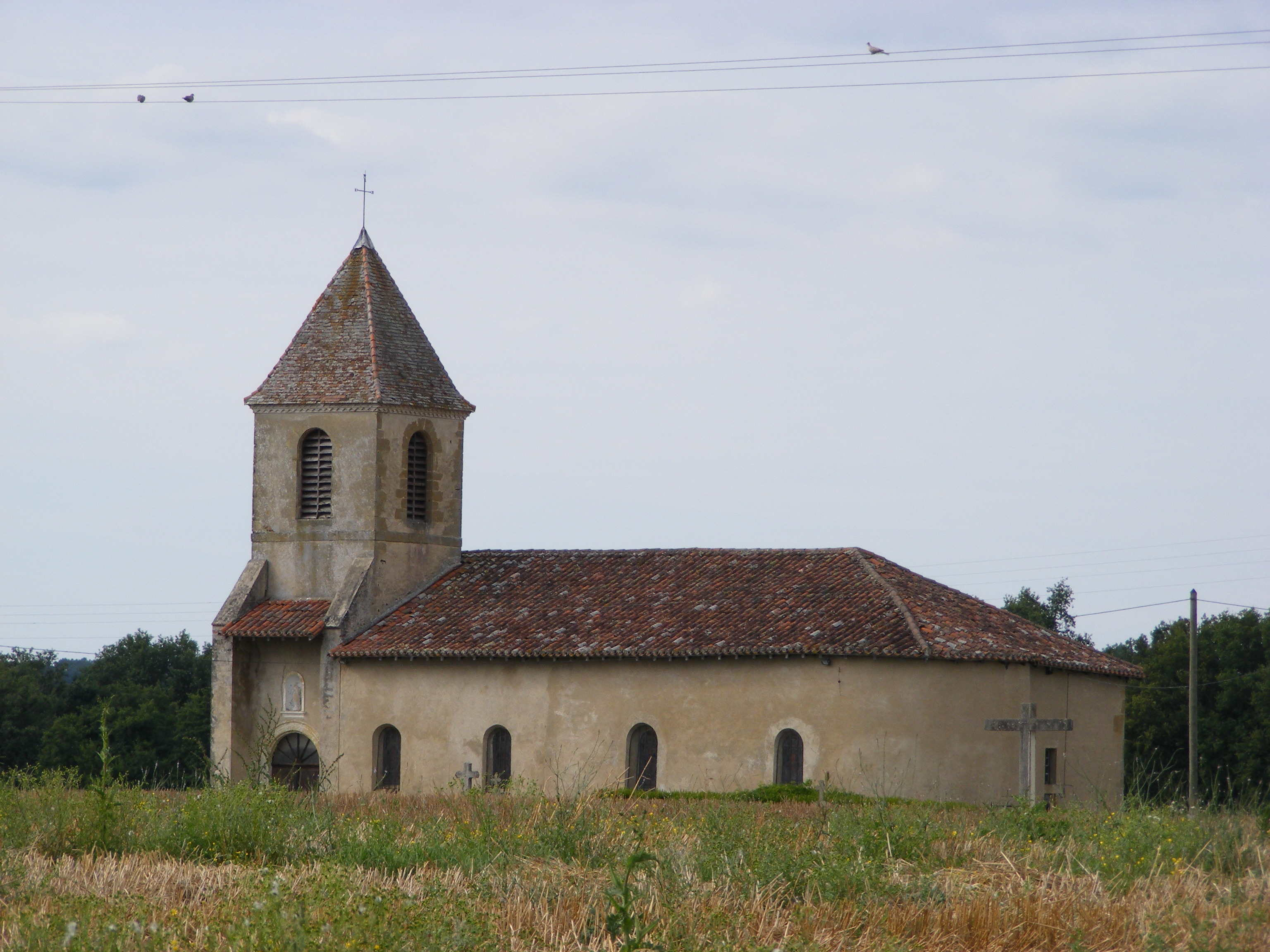
Kirche Notre-Dame-de-Subéhargues

### Kathedrale Saint-Jean-Baptiste
Die Johannes dem Täufer geweihte Kathedrale von Aire aus dem 12. bis 14. Jahrhundert ist die zweite Hauptkirche des Bistums Aire und Dax, das seinen Hauptsitz in Dax hat. Sowohl im Hundertjährigen Krieg als auch in den Religionskriegen wurde die Kathedrale schwer beschädigt, sodass von den Ursprüngen der romanischen Kirche nicht mehr viel zu sehen ist.

### Abteikirche Sainte-Quitterie
Die Kirche liegt auf dem Hügel Mas im Südwesten der Gemeinde. Sie wurde im gotischen Stil im 13. und 14. Jahrhundert errichtet, bis auf das Kirchenschiff, das auf das Ende des 11. oder den Beginn des 12. Jahrhunderts datiert wird.
1998 wurde die Kirche als Teil der französischen Jakobswege in die Liste des Weltkulturerbes der UNESCO aufgenommen.

#### Entstehung
Sie wurde an der Stelle eines antiken römischen Tempels errichtet. Dieser war dem Gott Mars geweiht, wie aus einer mit Lorbeeren verzierten Bodenplatte geschlossen werden kann. Der Tempel wurde in spätrömischer Zeit in eine Taufkirche umgewandelt.
Im 11. Jahrhundert erhielten die benediktinischen Mönche von La Chaise-Dieu die Kirche Sainte-Quitterie-du-Mas vom Bischof Pierre I. von Aire als Geschenk. Sie errichteten in der Nachbarschaft ein Kloster, um dort die Verehrung der legendären gotischen Prinzessin und Märtyrerin Sainte-Quitterie zu fördern.
Die Gebäude wurden 1569 von den Truppen des Gabriel de Lorges zerstört und in der Folge erheblich umgebaut. Die Kirche selbst war im 13. Jahrhundert im gotischen Stil umgebaut worden.
Die Bedeutung der Bischofsstadt nahm zur Zeit der Hugenottenkriege ab. Das Kloster wurde aufgelöst und 1661 in ein Priesterseminar verwandelt, bevor es säkularisiert wurde. Eine Berufsschule zog in die Gebäude, und der Bischofssitz beherbergte fortan das Rathaus.

#### Architektur
Das Kirchenschiff wurde in der Verlängerung der Krypta erbaut. Die Letztere setzt sich aus einer Apsis und zwei seitlichen Kapellen zusammen. Ihr Zugang befindet sich in der südlichen Chorkapelle. Einzelne Überreste von Fresken stammen aus dem 14. Jahrhundert.
Der Chor der Kirche zeigt bemerkenswerte romanische Arkaturen mit bildlich gestalteten Kapitellen. Die schönsten Säulenpaare, mit verzierten Stylobaten und Bögen, stehen auf beiden Seiten der Apsis. Die Altaraufsätze aus Marmor im Chor und in den Seitenschiffen wurden von den Brüdern Mazzetti gestaltet.
Hinter einer Vorhalle, die sich mit einem Spitzbogen in der Fassade öffnet, findet sich ein gotisches gestuftes Portal, das während der Hugenottenkriege stark beschädigt wurde. Im Tympanon erkennt man den thronenden Jesus. Die beiden darunter eingezogenen Träger zeigen unten die Hölle, darüber das Paradies. Die drei Bögen sind mit Serien von Darstellungen versehen (Engel mit Glorienschein, Apostel und Propheten). Die Leibungen sind mit vorgesetzten Säulen verziert.
Über der von Strebewerk gestützten Fassade erhebt sich ein viereckiger Turm mit drei Reihen von Fensteröffnungen. Der Sarkophag der Heiligen aus weißem Marmor aus Saint-Béat ist mit Bildhauerarbeiten verziert, von denen man annimmt, dass sie aus dem vierten oder fünften Jahrhundert stammen. Sie sollen nach der Tradition bis ins 16. Jahrhundert ihre Reliquien enthalten haben. Als umlaufendes Relief sind Adam und Eva, die Taufe Jesu, der Gute Hirte, Daniel in der Löwengrube, Lazarus, und, an den Seiten, Traum und Seefahrt von Jonas dargestellt.

## Wirtschaft
Nur noch ein kleiner Teil der Einwohner arbeitet (Stadt 2015) in der Landwirtschaft (4,4 %). Lokale Produktionsschwerpunkte sind Getreide, Obst und Gemüse sowie Wein, der unter der Bezeichnung Tursan VDQS vertrieben wird. Auf dem Markt wird von November bis Februar Foie gras angeboten.
In Aire-sur-l’Adour befindet sich ein Institut der französischen Raumfahrtagentur CNES, das sich vorwiegend mit Forschungsballons befasst, und das Luft- und Raumfahrtunternehmen Potez. Da Unternehmen Potez wurde 1967 vom Unternehmen Sud Aviation übernommen, das 1970 zur Société Nationale Industrielle Aérospatiale (SNIAS) fusionierte, welche 2000 in der EADS aufging.

## Städtepartnerschaft
- Castro Urdiales in Spanien (Autonome Region Kantabrien)